# Laylat al-Qadr
Laylat al-Qadr, podle českého arabisty Ivana Hrbka překládaná jako Noc úradku je islámský svátek dne 27. ramadánu. Je to noc, kdy údajně Bůh předurčuje osudy všech lidí na následující rok. Jedná se spíše o střízlivý svátek ve většině muslimského světa. Indičtí muslimové jej oslavují spíše veselím.
Specifické pojetí má v šíitském islámu. Někteří šíité věří, že právě v Noci úradku byl v mešitě v íránské Kúfě zavražděn chalífa Alí, a slaví tak tento svátek již 23. ramadánu.